# Chariesthes gestroi
Chariesthes gestroi là một loài bọ cánh cứng trong họ Cerambycidae.